# Öresjö (Hjärtums socken, Bohuslän)
Öresjö är en sjö i Lilla Edets kommun (Hjärtums socken), Trollhättans kommun (Naglums socken och Vänersborgs kommun (Väne-Ryrs socken) på gränsen mellan Bohuslän och Västergötland. Större delen av sjön ligger i Lilla Edets kommun, en mindre del i Trollhättans kommun och en mycket liten del i Vänersborgs kommun. Den ingår i Bäveåns huvudavrinningsområde. Sjön är 32 meter djup, har en yta på 10,5 kvadratkilometer och befinner sig 75,1 meter över havet. Sjön avvattnas av vattendraget Bäveån (Risån). Vid provfiske har en stor mängd fiskarter fångats, bland annat abborre, braxen, gers och gädda.

## Historia
Bäveån/Risån som i dag har sitt utlopp i Uddevalla och vars vatten rinner från Sågbrons utlopp betecknas i äldre skrifter som Aura å.
Äldsta namn på Öresjö skulle då vara namnet "Aura" vilket slarvigt uttalats Aur som hävdats.
Under den äldsta hednatiden kallades Öresjö för Vidrik Verlandssons sjö[källa behövs]. Vidrik Verlandsson, son till smeden Valund "Vidriksgraven i Ucklum är Vidriks" var en mäktig herre som tjänade under Didrik, drott i Skåne. Han hade flera trälar som han tagit från främmande land. Werlandsson härskade över sjöns Bohuslänssida som vid tidpunkten tillhörde Norge, men enligt sägen betraktade han sig som ägare av hela sjön, och skall ha varit en stor slagskämpe med flera liv på sitt samvete.
Öresjö låg före freden i Roskilde 1658 på gränsen mellan Sverige och Danmark-Norge. Här vittnas det om plundringar och övergrepp i vardagen. "De röda", som de danska knektarna kallades, kom och tog sig en ko eller en säck säd och vid flera tillfällen brändes gårdarna längs sjöns stränder ned till grunden, med fattigdom och död som följd. Med detta i åtanke kanske det inte är så konstigt att sjön och bygden fått just namnet Öresjö, vilket skall härstamma från "ör" och "Örlig" med betydelsen ofred, fejd och strid [källa behövs]. Flera av gårdarna längs sjön vittnar om tiden med namn som Örstad, Örsbo och Öregårda.
1698 inträffade det stora jordfallet i Öresjö på nyårsdagen. Det var ett av de största meteoritnedslag som inträffat i Norden under historisk tid. Jordmassor kastades upp vid dalen av Nönnings å och flera gårdar begravdes av dessa massor.[källa behövs]
Under 1800-talets andra hälft och 1900-talets början fanns inga vägar runt Öresjö och de flesta transporter skedde över isen vintertid och över vattnet under vår, sommar och höst. Det lär ha inträffat många drunkningsolyckor varje år. Likkistor roddes över sjön till dess södra ände och därifrån fortsatte färden med häst och vagn till kyrkorna, med begravningsgästerna som följe.
I Sveriges äldsta geografi som utgav 1773 av författaren Eric Tuneld uppges att det enligt en sägen ha legat ett konungasäte, "befäst slott", på en holme i Öresjö. Detta säte skulle ha legat kring sjöns utlopp.

## Den sjunkna kyrkklockan
I en sägen som finns med i L M Svenungssons bok om Hjärtums socken "en sockens beskrivning" lär det finnas en kyrkklocka "kanske från Hjärtums kyrka eller Djurhults kapell" som skall ha hamnat på botten av Öresjö då den i samband med en fejd förmodligen Det stora klockupproret 1531-1533 och skulle undangömmas på säkert ställe.

## Delavrinningsområde
Öresjö ingår i delavrinningsområde (646655-128490) som SMHI kallar för Utloppet av Öresjö. Medelhöjden är 90 meter över havet och ytan är 49,36 kvadratkilometer. Det finns ett avrinningsområde uppströms, och räknas det in blir den ackumulerade arean 71,87 kvadratkilometer. Avrinningsområdets utflöde Bäveån (Risån) mynnar i havet. Avrinningsområdet består mestadels av skog (58 %). Avrinningsområdet har 10,58 kvadratkilometer vattenytor vilket ger det en sjöprocent på 21,4 %. Bebyggelsen i området täcker en yta av 0,91 kvadratkilometer eller 2 % av avrinningsområdet.

## Fisk
Vid provfiske har följande fisk fångats i sjön:
- Abborre
- Braxen
- Gärs
- Gädda
- Löja
- Mört
- Nors
- Sarv
- Siklöja
- Sutare